# Томас Бразертон, 1-й граф Норфолк
Томас Бразертон (Бротертон) (англ. Thomas of Brotherton; 1 июня 1300 — между 4 августа и 20 сентября 1338) — 1-й граф Норфолк с 1312 года, маршал Англии с 1316 года, пятый из сыновей английского короля Эдуарда I и старший из детей, родившихся во втором браке с Маргаритой Французской, единокровный брат короля Эдуарда II. 
В 1312 году Эдуард II, исполняя волю отца «обеспечить единокровных братьев» передал Томасу принадлежавшие ранее роду Биго владения в Англии, Уэльсе и Ирландии, а также титул графа Норфолка. Позже он сделал его ещё и маршалом Англии. Томас верно служил своему брату, однако после баронского восстания против Диспенсеров 1321—1322 годов отношение короля к нему изменилось и он оказался в немилости, а частью его владений завладел королевский фаворит Хью Диспенсер Младший. Хотя в начале 1326 года Эдуард II вновь приблизил графа Норфолка к себе, после высадки в Англии набранной королевой Изабеллой и её любовником Роджером Мортимером иностранной армии Томас в числе первых перешёл на их сторону. Он принимал участие в погоне за братом и Диспенсерами, позже участвовал в расправе над королевскими фаворитами. После этого ему были возвращены утраченные владения. Позже Томас верно служил своему племяннику Эдуарду III. В 1333 году участвовал в походе короля в Шотландию и командовал королевской армией в битве при Халидон-Хилле.
В 1330 годы Томас совершил ряд неудачных сделок со своими владениям, часть из которых в итоге достались приближённым Эдуарда III. Единственный сын графа Норфолка умер раньше отца, не оставив наследников, поэтому после смерти Томаса его владения были разделены между двумя дочерями. Старшая из них, Маргарет, 2-я графиня Норфолк, после смерти не оставившей наследников племянницы в 1375 году объединила все владения отца. Позже ей был присвоен титул герцогини Норфолк. Позже эти владения были унаследованы Моубреями.

## Происхождение и детские годы
Томас происходил из английского королевского дома Плантагенетов и был пятым по старшинству сыном английского короля Эдуарда I и старшим из детей, родившихся во втором браке с французской принцессой Маргаритой, дочери Филиппа III, короля Франции. К моменту рождения Томаса в живых оставался только один из его старших единокровных братьев — Эдуард Карнавонский (будущий король Эдуард II). Позже родился ещё один его брат — Эдмунд Вудсток, позже получивший титул графа Кента. Также у Томаса было несколько единокровных сестёр (младенческий возраст из них пережили 5), а также полнородная сестра Элеонора, однако она умерла ребёнком.
Томас родился 1 июля 1300 года. Мать Томаса, королева Маргарита, в это время сопровождала мужа, направлявшегося в Карлайл, в котором собиралась королевская армия для похода в Шотландию. Но в Северном Йоркшире, когда королева направлялась в Кавуд, где должны были состояться роды, недалеко от замка Понтефракт у королевы начались схватки и она родила сына в маноре Бразертон (Бротертон). Благодаря этому месту рождения мальчик и получил своё прозвище. Хронист Уильям Ришангер сообщает, что сначала роды были трудными. Однако королева Маргарита стала неистово молиться святому Томасу Кентерберийскому, как это было принято у рожениц, в результате чего окончание родов прошло легко. В итоге именно в честь святого Томаса и был наречён новорождённый мальчик.
Королева Маргарита обожала драгоценности, а также следила за модой. Поэтому новорождённого с пелёнок одевали в шикарные наряды. Его колыбель драпировалась алым и синим шёлком. Для ухода за мальчиком к нему был назначен целый штат слуг в количестве нескольких десятков человек. Уильям Ришангер также приводит рассказ, подчёркивающий патриотизм Томаса: когда младенца пыталась вскармливать француженка, он срыгивал молоко, в результате чего стали опасаться за его жизнь. Однако стоило назначить мальчику кормилицу-англичанку, он сразу же поправился. Но Скот Во отмечает, что несмотря на оптимизм хрониста, Томас вырос человеком скромных достижений, который находился в тени сначала старшего брата, а затем и племянника.
В 1306 году Эдуард I пообещал от своего имени и от имени своего наследника, что исполнит брачный договор с Маргаритой, составленный папой Бонифацием VIII, по которому Томас должен был получить наследство стоимостью в 10 тысяч марок. Кроме того, король пообещал передать сыну владения Роджера Биго, графа Норфолка, оцениваемые в 6 тысяч марок, если тот умрёт без прямого наследника. По условиям мирового соглашения 1302 года эти владения должны были отойти к короне. Граф умер в том же 1306 году, после чего земли Биго оказались под королевской опекой. До 1310 года ими распоряжался король Эдуард II. 
Хронисты сообщают, что Эдуард I хотел пожаловать Томасу титул графа Корнуолла, который вернулся к короне после смерти в 1300 году бездетного графа Эдмунда Корнуоллского. Некоторые из них даже сообщают, что дарение состоялось. Перед смертью Эдуард I особо настаивал, чтобы его наследник заботился об единокровных братьях. Однако после того как Эдуард II в 1307 году унаследовал английскую корону, он вскоре передал титул своему фавориту, Пирсу Гавестону. Несмотря на это, Томас получил от брата щедрое содержание. В сентябре 1310 года король передал в совместное владение младшим братьями Томасу и Эдмунду ранее принадлежавшие роду Биго баронию и замок Стригуил (Чепстоу), чтобы обеспечить их содержание, а в октябре 1311 года Томас получил ещё и титульное поместье. 16 декабря 1312 года король возвёл Томаса в графы Норфолк, а также переданы и другие ранее принадлежавшие Биго поместья в Англии, Уэльсе и Ирландии.

## На службе у Эдуарда II
В январе 1313 года Томас был впервые вызван в парламент, вызов был повторён в мае. Однако ему тогда было всего 12 лет, поэтому его роль в правительстве и политике была формальной. В том же году Эдуард II призвал брата на службу в Шотландию, но вскоре освободил его от этой обязанности. Однако в последующем Томас постоянно привлекался к военной службе. Кроме того, в 1316 году Эдуард II сместил с поста маршала Англии Николаса Сегрейва, назначив 10 февраля на его место брата. Впервые в качестве маршала он получил призыв на сбор в Ньюкасле 20 мая 1317 года для участия в походе против «шотландских мятежников». В том же 1317 году умерла вдовствующая графиня Норфолк, после чего Томас получил и оставшиеся владения рода Биго. 
14 февраля 1318 года умерла мать Томаса, после чего он вместе с братом Эдмундом был одним из исполнителей её завещания. В том же году королевские братья были в числе королевских свидетелей при заключении Ликского договора. В этот же период в дом Томаса был определён юный Эдуард Баллиол — будущий претендент на шотландский трон.
В начале 1319 года Томас исполнял обязанности хранителя Англии на время отсутствия Эдуарда II в королевстве. 24 марта он провёл вместе с графами Уинчестером и Пембруком заседание в капитуле собора Святого Павла. На которое был вызван мэр Лондона Джон де Венгрейв, чтобы ответить на жалобы на проведение выборов в Лондоне. В итоге при посредничестве Томаса мэр и горожане смогли решить конфликт.
15 июля 1319 года Эдуард II посвятил брата в рыцари, когда в Ньюкасле где собралась армия для подготовки к походу в Шотландию. Она выступила 29 августа, однако осада Берика была неудачной, поэтому поход был безрезультатным. С 19 по 22 года 1320 году Томас с большой свитой сопровождал короля во Францию, где он приносил французскому королю присягу.
В этот период, между 1316 и 1320 годами Томас женился на Элис Хейлз, дочери Роджера Хейлза, служившего коронером в Норфолке. Выбор дочери мелкого дворянина в качестве супруги был довольно странным для члена королевской семьи, но, как указывает Скота Во, Томас редко действовал по собственной инициативе. В этом браке родилось трое детей: сын Эдуард и дочери Маргарет и Элис.
Во время баронского восстания против Диспенсеров 1321—1322 годов Томас поддерживал Эдуарда II. В марте 1321 года он безуспешно пытался вернуть на сторону короля графа Херефорда, который собрал армию для грабежа владений Диспенсеров. В апреле граф Норфолк заменял Эдуарда II на суде над Хью Одли, обвинённым в нарушении обязательства 1317 года прибывать при короле. В октябре Томас вместе с графами Пембруком и Ричмондом отправился по приказу короля на осаду замка Лидс в Кенте, после того как люди Бартоломью Бэдлсмира отказались предоставить в нём гостеприимство королеве. Этот эпизод стал стартом разгоревшейся гражданской войны. В 1322 году Томас вместе с братом Эдмундом присоединился к королевской армии, которая двинулась к границе Уэльса, чтобы противостоять мятежным баронам. Хронист, известный как монах из Мальмсбери, указывал, что граф Норфолк был «энергичным для своего возраста». При этом Томас сыграл важную роль в убеждении Роджера Мортимера сдаться.

## Политические конфликты 1323—1329 годов
В период 1322—1326 годов Диспенсеры, фавориты Эдуарда II, использовали своё положение для личного обогащения. Среди пострадавших от их жадности оказался и граф Норфолк. В этот период Томас временно оказался в немилости у старшего брата и был вынужден пожизненно передать поместье Чепстоу, часть полученного им наследства рода Биго, Хью Диспенсеру Младшему за символическую арендную плату в 200 фунтов в год. В следующем году он за 800 фунтов вообще освободил Диспенсера от выплат арендной платы. Тогда же король даже конфисковал у графа Норфолка должность маршала за то, что тот не смог поручить кому-либо исполнять его обязанности в Ланкашире, когда туда прибыли королевские судьи, чтобы рассмотреть ходатайства короля. Чтобы вернуть должность, Томас заплатил брату 100 фунтов, после чего король простил ему, но сделал выговор, указав, что если тот не будет исполнять свои обязанности, то будет наказан. 
Однако в 1326 году Эдуард II столкнулся с угрозой вторжения из Франции армии, набранной его женой Изабеллой. В результате король был вынужден полагаться на тесный круг своих сторонников и вновь приблизил к себе брата. В январе он подарил Томасу 200 фунтов из средств Норвичской епархии, находившейся в этот период под его опекой. Также король назначил Томаса одним из надзирающих за сбором войск в Норфолке и Суффолке, а в мае назначил капитаном главным инспектором, ответственным за сбор войск на обширной территории в восточных графствах — от Линкольншира до Эссекса. Также Эдуард II даровал брату ряд привилегий, включая передачу ему земель мятежников, опекунств и прав проведения ярмарок
Несмотря на все старания Эдуарда II, когда 24 сентября армия, набранная Изабеллой и ставшим её любовником Роджера Мортимера, высадилась в Англии, граф Норфолк перешёл на их сторону. Скотт Во полагает, что граф Норфолк вполне мог состоять в переписке с королевой, Мортимером и находившимся в их армии младшим братом Эдмундом, когда те находились во Франции, поскольку силы вторжения высадились на территории принадлежавшего ему поместья в устье реки Оруэлл. Там их встретил сам Томас вместе с Генри, графом Лестером и они провели ночь в принадлежавшем ему замке. Далее по приказу графа Норфолка его люди разграбили принадлежавшие младшему Диспенсеру поместья. В дальнейшем Томас сопровождал армию Изабеллы в её погоне за Эдуардом II и Диспенсерами по все Англии, а позже участвовал на собрании баронов в Бристоле, которое провозгласило принца Уэльского Эдуарда (будущего Эдуарда III) хранителем королевства. На следующий день граф Норфолк вместе с братом Эдмундом были среди знати, вынесшей обвинительный приговор старшему Диспенсеру, а в ноябре были судьями на процессе, над младшим Диспенсером. В первом парламенте, созванном новым режимом, Томас и его брат Эдмунд возглавляли список знати и были включены в совет по руководству королём Эдуардом III, который возглавил граф Генри Лестер, получивший титул графа Ланкастера.
Первоначально Томас поддерживал Мортимера и королевы Изабеллы. В 1327 году он вошёл в состав нескольких комиссий, занимавшихся расследованиями и вынесением приговоров, а также надзирал за мировыми судьями в Норфолке и Суффолке. В том же году он участвовал в провальной Уирдейлской кампании против шотландцев. Вклад в неё графа Норфолка, вероятно, не превышал краткого описания привилегий, положенных ему в качестве графа-маршала. В качестве награды за поддержку режима Мортимера стало возвращение ему Чепстоу и других своих владений, конфискованных после у Диспенсеров, стоимость которых составляла тысячу марок, выданное ему право опеки и ряд других милостей. А в 1328 году Томас женил своего сына и наследника Эдуарда на Беатрисе, дочери Роджера Мортмера. На празднованиях по этому случаю в Херефорде присутствовали Эдуард III и королева Изабелла.
Однако вскоре после свадьбы граф Норфолк присоединился к кратком мятежу Генри, графа Ланкастера, против правительства. Хотя они, судя по источникам, в октябре поссорились из-за убийства людьми Ланкастера сэра Роберта Холланда, в начале декабре Томас встретился в Лондоне с группой недовольных Мортимером магнатов, которые примирили обоих графов. Дворяне и прелаты, включая графов Норфолка и Кента, заключили союз с заявленной целью реформировать правительство, но вскоре после этого братья покинули мятежников, вернувшись к королю, после чего восстание провалилось. Тем не менее, граф Норфолк после этого оказался в немилости при дворе. За последующие годы он засвидетельствовал лишь несколько хартий.

## На службе у Эдуарда III
Но к 1330 году Томас вновь оказался на королевской службе. 17 февраля он вместе с братом Эдмундом сопровождал Филиппу, жену Эдуарда III, во время её коронационного шествия из Лондона в Вестминстер; они, будучи одетыми как конюхи, вели лошадь королевы под узды. Летом того же года граф Норфолк по королевскому поручению отправился в Гасконь. В 1331 году он входил в состав делегации, отправленной для переговоров с королём Франции Филиппом VI. 17—19 июня того же года Томас в составе королевского отряда принял участие в рыцарском турнире в Степни.
Эдуард III включал дядю в состав нескольких судебных комиссий, а в 1332 году назначил одним из мировых судей в Норфолке и Суффолке. Когда в 1331—1332 годах в Ирландии начались волнения, король приказал Томасу навести порядок в своих владения на острове, в первую очередь в Карлоу, угрожая, что если ему придётся отправлять туда королевскую армию, он конфискует эти владения. Граф Норфолк также получил вызов для участия в экспедиции в Ирландию, однако она так и не состоялась.
После начала военной кампании Эдуарда III в Шотландии, Томас принял в ней участием. Её кульминацией стала состоявшаяся 19 июля 1333 года битва при Халидон-Хилле, во время которой он командовал королевскими войсками. В последующие несколько лет король демонстрировал своё доверие дяде, поручая ему службы в Шотландии, а также консультации по вопросам обороны королевства и защиту Уэльса от вторжений шотландцев. Кроме того, Эдуард III назначил Томаса капитаном для сбора ополчений в Англии и Уэльсе, а в 1337 году — хранителем Перта.
В 1330-е годы Томасу также пришлось заключить несколько невыгодных для себя сделок с земельными владениями. В 1332 году он передал Эдуарду III большую часть поместий Диспенсеров, которые были получены им в 1327 году. Взамен король обещал предоставить земли стоимостью в 10 тысяч марок, однако обещание выполнил только частично. Позже он вернул эти земли дяде, но только пожизненно, указав, что после его смерти они перейдут к Уильяму Богуну, близкому соратнику короля. Через какое-то время Богун получил эти земли в обмен на арендную плату в 800 фунтов, но в 1336 году по сделке, напоминающей передачу Чепстоу Диспенсеру, отказался от получения этих выплат. В 1333 году Томас на 15 лет передал свои владения в Ирландии и часть английских земель ещё одному королевскому соратнику — Уильяму Монтегю, что было частью соглашения, подразумевавшего будущий брак между Уильямом Монтегю Младшим и дочерью графа Норфолка Элис. По его условиям после смерти Уильяма Монтегю Старшего они должны были унаследовать эти владения. Однако в итоге Элис вышла замуж не за Уильяма Младшего, а за его брата Эдуарда. Как отмечает Скотт Во, все эти сделки свидетельствуют о об отстутствии у Томаса финансовой проницательности, а также о том, что сначала его единокровный брат, а затем и племянник использовали его, чтобы обеспечить владениями своих приближённых.

## Смерть и наследство
Томас умер между 4 августа и 20 сентября 1338 года и был похоронен в хоре церкви в аббатстве Бери-Сент-Эдмундс в Суффолке. Его надгробье было разрушено после роспуска монастырей. Его первая жена, Элис Хейлз, умерла между 1326 и 1330 годами. Второй раз он женился на Мэри де Браоз, дочери Питера де Браоза и вдове Ральфа де Кобема, 1-го барона Кобема. Она надолго пережила второго мужа и умерла около 1361 года.
Единственный сын и наследник Томаса, Эдуард, умер на год раньше отца — в 1337 году, не оставив детей. В итоге наследницами графа Норфолка стали 2 дочери. Старшия из них, Маргарет, также унаследовала титул графини Норфолк. Её сестра Элис, которая вышла замуж за Эдуарда Монтегю, оставила наследницей дочь Джоан, жену Уильяма де Уффорда, 2-го графа Саффолка. Наследниц она не оставила, поэтому после её смерти в 1375 году её часть владении графа Норфолка вернулись к графини Маргарет, объединившей в своих руках все земли отца. Как отмечает Скотт Во, старшая дочь Томаса проявила тот характер, которого не доставало её отцу. При восхождении на английский престол Ричарда II она потребовала исполнять обязанности маршала Англии на его коронации, однако ей в этом было отказано. Наследником её владений в итоге стал внук, Томас Моубрей. 29 сентября 1397 года ей был присвоен титул герцогини Норфолк — в тот же день, когда Томас Моубрей получил герцогский титул.

## Браки и дети
Первая жена: между 1319 и 1319 годами Элис Хейлз (умерла между 1326 и 1330), дочь сэра Роджера Хейлза из Харвича (Эссекс), коронера Норфолка. Дети:
- Эдуард (около 1319/1320 — 1337)[1][9].
- Маргарет (около 1320/1322 — 24 марта 1399), 2-я графиня Норфолк и маршал Англии с 1338 года, герцогиня Норфолк с 1397 года; 1-й муж: возможно с 1337/1338 года Джон Сегрейв (1315 — 1353), 4-й барон Сегрейв с 1325 года; 2-й муж: с 1354 года Уолтер Мэнни (умер в 1372), 1-й барон Мэнни с 1348 года[1][9].
- Элис (около 1324 — 1352); муж: до 1338/1339 года Эдуард Монтегю (около 1304 — 1361), 1-й барон Монтегю с 1348 года[1][9].

Элис Хейлз умерла в 1330 году. В её память была построена часовня Бошаме (Сассекс). Томас Бразертон женился вторично 28 марта 1335 года на Мэри де Брюес, вдове Ральфа де Кобема, лорда Кобема. Томас Бразертон умер в 1338 году и был похоронен в бенедиктинском аббатстве в Бери-Сент-Эдмундс.

## Характеристики
Французский хронист Жан Фруассар упоминает в своих «Хрониках», что он имел «характер дикий и неприятный».